# Constitution du Pakistan
Lire en ligne

Version à jour

Constitution de 1962
La Constitution de la République islamique du Pakistan ou la Constitution de 1973 est l'actuelle Constitution du Pakistan, norme juridique suprême du pays. C'est la troisième constitution adoptée depuis l'indépendance, après celles de 1956 et de 1962.
Cette nouvelle Constitution est adoptée en 1973 sous l'impulsion du président Zulfikar Ali Bhutto, peu après la sécession du Bangladesh. Rédigée par un comité parlementaire, elle est votée par l'Assemblée nationale le 19 avril 1973 et entre en vigueur le 14 août 1973.
La Constitution confirme la forme fédérale de l'État en créant quatre provinces et institue notamment un Parlement bicaméral. À ses origines, elle met en place un régime parlementaire en confiant au Premier ministre le rôle le plus important au sein de l’exécutif, mais du fait des deux coups d’État qu'a connu le pays depuis, l'équilibre des pouvoirs entre le président et le Premier ministre a été plusieurs fois changé.

## Contexte

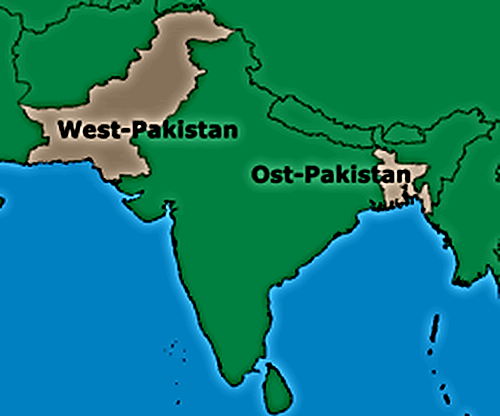
Situation du Pakistan en 1970.

Cette constitution est adoptée peu après la Guerre de libération du Bangladesh, alors que la précédente Constitution avait été abrogée en mars 1969 par la loi martiale. La Constitution de 1962 instituait le fédéralisme en créant deux provinces, le Pakistan occidental (actuel Pakistan) et le Pakistan oriental (futur Bangladesh). Elle était notamment critiquée pour ne pas distinguer d'entité autonome au sein du Pakistan occidental.
Après l'indépendance du Bangladesh, la Constitution de 1962 devenait complètement désuète.

## Adoption
Peu après son arrivée au pouvoir, le président Zulfikar Ali Bhutto entame les négociations pour l'adoption d'une nouvelle Constitution. Les consultations sont menées par le Parti du peuple pakistanais, largement majoritaire, et conduisent à l'élection d'une commission parlementaire de 25 membres par l'Assemblée nationale, dont Abdul Hafeez Pirzada, considéré comme le père de la Constitution, pour la rédiger. Le 20 octobre 1972, les dirigeants des partis signent le projet de Constitution. Il est présenté à l'Assemblée nationale le 2 février 1973 et est voté à l'unanimité des votants le 19 avril 1973.
La Constitution entre en vigueur le 14 août 1973, jour de la fête nationale, et Zulfikar Ali Bhutto est investi Premier ministre le même jour. Ce poste devient le poste le plus important au sein de l’exécutif, en vertu de la Constitution. Le président devient Fazal Elahi Chaudhry.

## Institutions

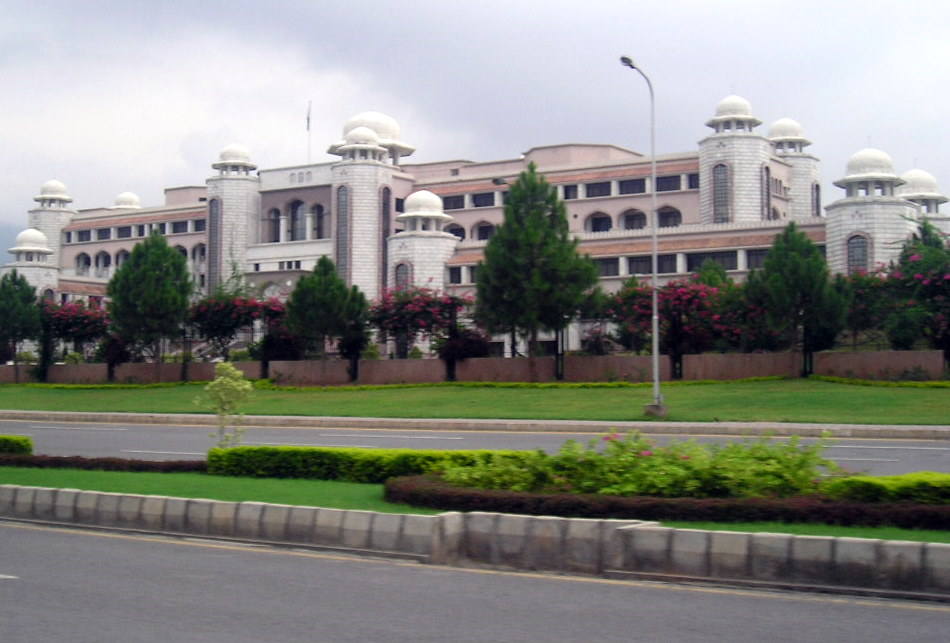
La maison du Premier ministre.

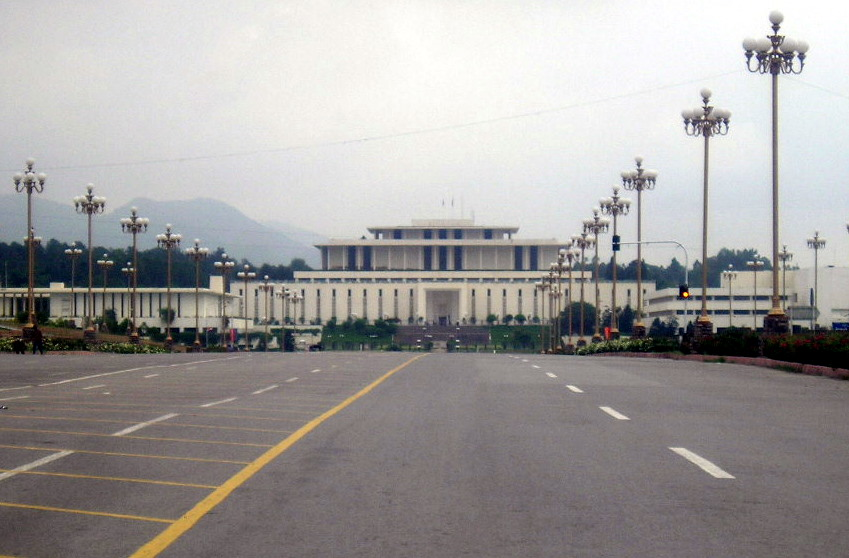
Le Parlement du Pakistan.

### Pouvoir exécutif
Le Président de la République est élu pour cinq ans par un collège électoral composé de 702 voix et 1168 élus. Le collège compte les 342 députés de l'Assemblée nationale, les 100 sénateurs ainsi que les 726 députés provinciaux. Chaque Assemblée provinciale doit en fait correspondre à 65 voix, afin de respecter l'égalité entre les provinces sans tenir compte de leur population. Les résultats provinciaux sont ainsi pondérés puisque trois des quatre assemblées provinciales compte plus de 65 sièges. Le président ne peut dissoudre l'Assemblée nationale que dans certaines conditions. Il doit être conseillé en ce sens par le Premier ministre.
Le Premier ministre est investi par l'Assemblée nationale au cours d'un vote où plusieurs candidats peuvent se présenter. Il ne peut pas être révoqué par le président. La dissolution de l'Assemblée nationale se fait « par le président sur le conseil du Premier ministre », ce qui indique que c'est ce dernier qui détient réellement ce pouvoir. Le Premier ministre détient ainsi un rôle central.
Toutefois, l'équilibre des pouvoirs entre le président et le Premier ministre a souvent été modifié (voir la liste des amendements).

### Pouvoir législatif

#### Parlement fédéral

##### Assemblée nationale
Elle représente le peuple et l'unité de l’État. Elle compte 342 sièges, dont un minimum de 60 sièges réservés pour les femmes et 10 pour les minorités religieuses. Les membres sont élus au suffrage universel direct pour 5 ans, sauf les 70 sièges réservés, qui sont élus par les autres membres élus.

##### Sénat
Il représente les provinces et leur autonomie. Ses 100 membres sont élus par les assemblées provinciales, pour un mandat de six ans, et qui est renouvelé par moitié tous les trois ans.

## Liste des amendements
Les amendements 9, 11 et 15 n'ont jamais été adoptés.
- 1er amendement, adopté le 4 mai 1974 : il modifie 17 articles de la Constitution et prend notamment en compte la réforme des subdivisions administratives[2].
- 2e amendement, adopté le 7 septembre 1974 : les Ahmadis sont déclarés non-musulmans et deviennent une minorité religieuse[3].
- 3e amendement, adopté le 18 février 1975 : les délais maximums de détention avant d'être inculpé sont étendus[4].
- 4e amendement, adopté le 21 novembre 1975 : les minorités religieuses bénéficient de six sièges de plus réservés à l'Assemblée nationale et la libération sous caution est rendue plus difficile[5].
- 5e amendement, adopté le 5 septembre 1976 : rend les droits fondamentaux garantis par la Constitution plus difficiles à appliquer pour les Hautes Cours[6].
- 6e amendement, adopté le 13 décembre 1976 : le président de la Cour suprême ne peut se retirer que la veille de son 65e anniversaire et les présidents des Hautes Cours la veille de leur 62e[7].
- 7e amendement, adopté le 17 mai 1977 : en pleine crise politique en raison d'élections contestées, le Premier ministre pourra demander au Président la confiance du peuple par le biais d'un référendum[8].
- 8e amendement, adopté le 9 novembre 1985 : après le coup d’État militaire de 1977 et la suspension de la Constitution, elle est rétablie mais l'équilibre des pouvoirs au sein de l’exécutif bascule en faveur du Président : il obtient le pouvoir de dissolution de l'Assemblée nationale et peut démettre son Premier ministre, le régime parlementaire devient semi-présidentiel[9].
- 10e amendement, adopté le 25 décembre 1987 : l'Assemblée nationale doit se réunir 130 fois par an au lieu de 160 auparavant, de même pour le Sénat[10].
- 12e amendement, adopté en 1991[11].
- 13e amendement, adopté en 1997 : le 8e amendement est annulé, par conséquent le Premier ministre redevient le véritable détenteur du pouvoir exécutif[12].
- 14e amendement, adopté le 3 juillet 1997 : il soumet les parlementaires à une stricte discipline parlementaire, les chefs des partis politiques peuvent démettre leurs élus votant à l'encontre de la position officielle des partis[13].
- 16e amendement, adopté en 1999[14].
- 17e amendement, adopté le 31 décembre 2003 : après le coup d’État de 1999 et la suspension de la Constitution, l'amendement redonne au président la réalité du pouvoir exécutif (similaire au 8e amendement) et interdit à une personne d'effectuer deux mandats de Premier ministre, même non consécutifs[15].
- 18e amendement, adopté le 19 avril 2010 : le précédent amendement est annulé, le Premier ministre récupère la réalité du pouvoir exécutif. De plus, le pouvoir du Parlement est renforcé, les juges de la Cour suprême et des Hautes Cours sont nommés par une commission judiciaire et un comité parlementaire et les provinces obtiennent de nouvelles compétences avec le transfert de 18 ministères[16].
- 19e amendement, adopté le 30 décembre 2010 : consiste surtout en des précisions sur la réforme juridictionnelle à la suite de la décision de la Cour suprême à propos de l'amendement précédent[17].
- 20e amendement, adopté le 20 février 2012 : il retransfère à l’État 6 des 18 compétences qui avaient été attribuées aux provinces avec le 18e amendement de 2010 comme la santé, le travail et les minorités par exemple[18].
- 21e amendement, adopté le 7 janvier 2015 : pour une durée de 2 ans, il permet des procédures de jugement d'exception pour les membres de groupes terroristes à motivation religieuse ou sectaire et étend le champ d'application de l'exemption des garanties de l'article 8 de la Constitution, qui est relatif à la conformité des lois aux droits fondamentaux[19].
- 22e amendement réforme de la commission électorale
- 23e amendement prolongation de l'instauration des tribunaux militaires
- 24e amendement modification du nombre de sièges de l'Assemblée
- 25e amendement, adopté le 5 juin 2018 ; il abolit de fait le régime d'exception juridique du Frontier Crimes Regulation en vigueur depuis 1872 dans les régions tribales du Pakistan ; cet amendement permet la fusion des régions tribales, en anglais FATA, avec la province voisine du «Khyber Pakhtunkhwa», et donc l'extension des lois nationales et des règlements provinciaux aux zones tribales, intégrées désormais dans un système normalisé d’administration judiciaire et policière[20].
- 26e amendement, mandat du président de la Cour suprême fixé à trois ans, désigné par une commission parlementaire parmi les trois juges les plus âgés avec l'accord du Premier ministre et du président de la République, instauration de la Cour constitutionnelle composée pour moitié de juges de la Cour suprême et de parlementaires.